# Moulinaka
O Moulinaka (do francês Mouvement pour la Libération Nationale du Kampuchea; em português, 'Movimento para Libertação Nacional do Kampuchea') foi uma organização militar pró-Sihanouk, envolvida no conflito cambojano (1978-1999). Foi formada em agosto de 1979 por um grupo armado na fronteira entre Tailândia e Camboja. 

## História
O Moulinaka foi formado em 31 de agosto de 1979 por Kong Sileah -  capitão da marinha  durante a República Khmer -, que estava na França, depois de recusar a oferta do general Dien Del de se juntar a outros senhores da guerra na fronteira, para   formar a Frente Nacional de Libertação do Povo Khmer (FNLPK). Sileah queria uma organização com  estrutura de comando unificada, em vez de uma frente. Foi o primeiro grupo de resistência a prometer lealdade ao príncipe Norodom Sihanouk, tornando-se posteriormente a ala militar do seu partido, a Funcinpec. O Moulinaka recebeu a maior parte de seu apoio de exilados cambojanas radicados na França e sua base de apoio foi nos campos de refugiados ao longo da fronteira entre Tailândia e Camboja, principalmente no Campo de Refugiados Nong Chan, próximo a Aranyaprathet.  O Moulinaka  foi o precursor da organização guarda-chuva mais reconhecida, a ANS ou Armée Nationale Sihanoukiste.
Sileah morreu aos 45 anos em 16 de agosto de 1980, aparentemente de malária, e o coronel paraquedista Nhem Sophon assumiu o controle exclusivo do Moulinaka .  O general In Tam posteriormente assumiu o comando das operações militares da ANS.  Ele foi sucedido em 1985 pelo filho de Sihanouk, Norodom Ranariddh.
Em 1992, um grupo dissidente da  Funcinpec , o Moulinaka  Nakator-Sou, foi formado por Prum Neakaareach. O partido participou das eleições de 1993 e ganhou um assento em Kampong Cham, mas foi dissolvido em 1998, devido a brigas internas.
O Moulinaka  também se juntou Partido Popular do Camboja, de Hun Sen, após as eleições de 1993, representando um revés para a  Funcinpec , uma vez que ambos haviam anteriormente combatido juntos contra o regime pró-Hanói da República Popular do Kampuchea, e porque a  Funcinpec  havia dado ao Moulinaka  um cargo no governo às suas expensas.